# 南宮大社
南宮大社（なんぐうたいしゃ）は、岐阜県不破郡垂井町にある神社。古くから「なんぐうさん」と呼ばれる。正式旧称は南宮神社。式内社（名神大社）、美濃国一宮。旧社格は国幣大社で、現在は神社本庁の別表神社。南宮大社は金属の総本宮として全国の金属業・鉄鉱業・鍛冶屋から厚い信仰を集めている。

## 概要
岐阜県西部、南宮山の山麓に鎮座する。美濃国府跡が現在の岐阜県不破郡垂井町府中に所在する。その国府の南に位置する宮として「南宮」を名乗った。鉱山を司どる神である金山彦命を祭神としており、古くから全国の鉱山・金属業の総本宮として、信仰を集めてきた。また美濃一の宮として源頼朝らの厚い尊崇を受けていたが関ケ原合戦の際に焼失した。
境内には1642年、春日局の願いを受け、三代将軍・徳川家光によって再建された下向橋、石輪橋を前に、和様と唐様を折衷した独特の「南宮造」と呼ばれる建築様式の高舞殿、楼門が並び、回廊など18棟が残っており、国の重要文化財に指定されている。51年毎に式年遷宮が、行われている。

## 祭神
主祭神
- 金山彦命 （かなやまひこのみこと）

配神
- 彦火火出見命
- 見野命

## 歴史
社伝では、崇神天皇の時代に創建されたとされる。
平安時代中期の『延喜式神名帳』には「美濃国不破郡 仲山金山彦神社」と記載され名神大社に列している。また、美濃国一宮とされた。
文亀元年（1501年）4月、社殿や僧房が悉く焼失する火災が起きたが、守護の土岐政房により復興が行われ、永正8年（1511年）に完成した。
1600年（慶長5年）、関ヶ原の戦いで焼失し、1642年に徳川家光が岡田善政を奉行として再建した。この際に作成された文書が現在まで残されており、再建にかかった費用などが事細かに記された貴重な資料として国の重要文化財に指定されている。
1868年、神仏分離により神宮寺が分離移転した（現朝倉山真禅院）。
近代社格制度のもとで、1871年（明治4年）に「南宮神社」として国幣中社に列し、1925年（大正14年）に国幣大社に昇格した。戦後、「南宮大社」と改称した。

### 神階
- 承和3年（836年）11月4日、従五位下 （『続日本後紀』） - 表記は「仲山金山彦大神」
- 承和13年（846年）5月8日、正五位下 （『続日本後紀』） - 表記は「中山金山彦神」
- 貞観元年（859年）正月27日、正三位 （『日本三代実録』） - 表記は「中山金山彦神」
- 貞観6年（864年）5月21日、従二位 （『日本三代実録』） - 表記は「中山金山彦神」
- 貞観15年（873年）4月5日、正二位 （『日本三代実録』） - 表記は「中山金山彦神」
- 康平5年（1062年）、正一位

## 境内
建造物

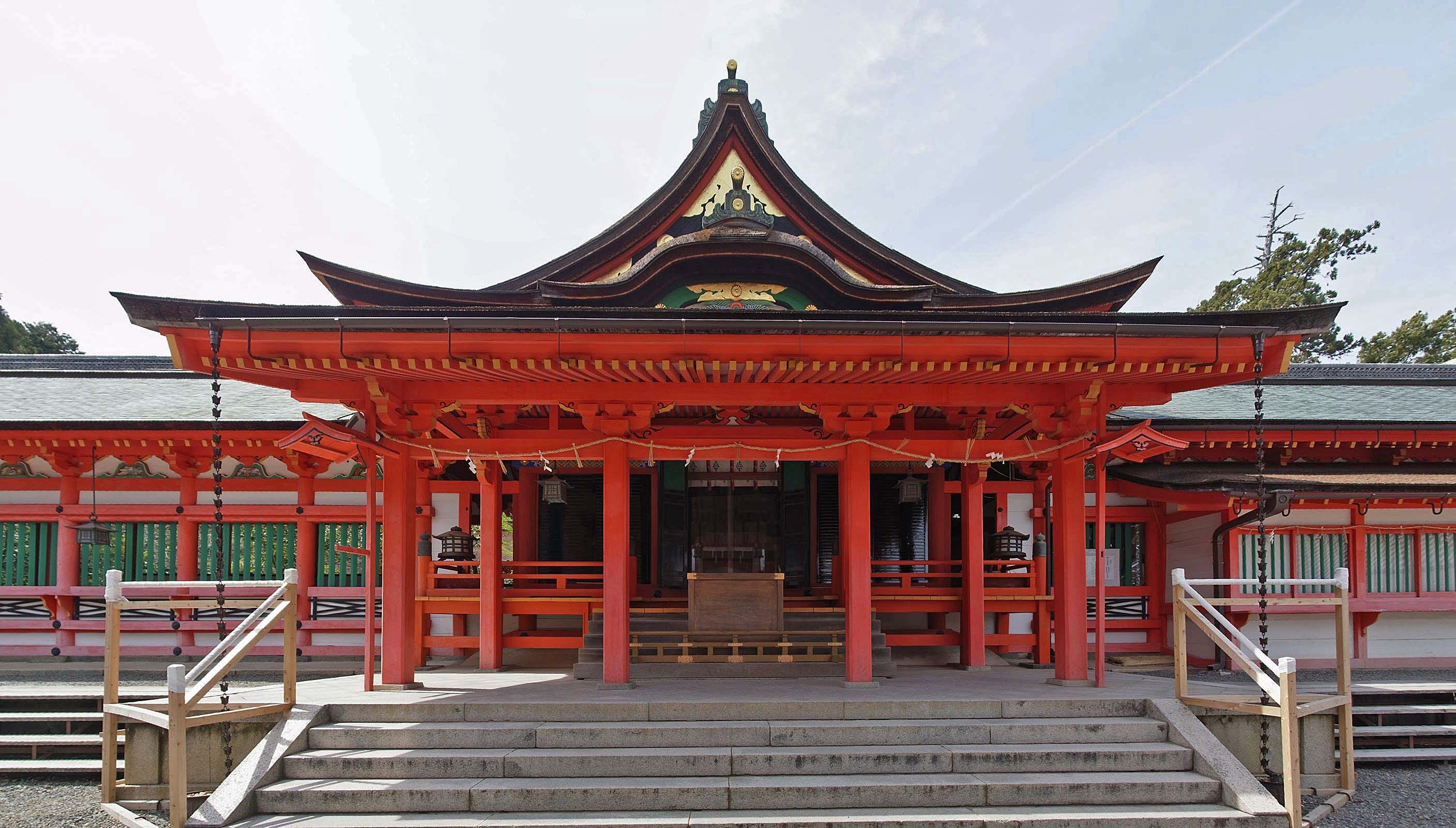
拝殿（重要文化財）
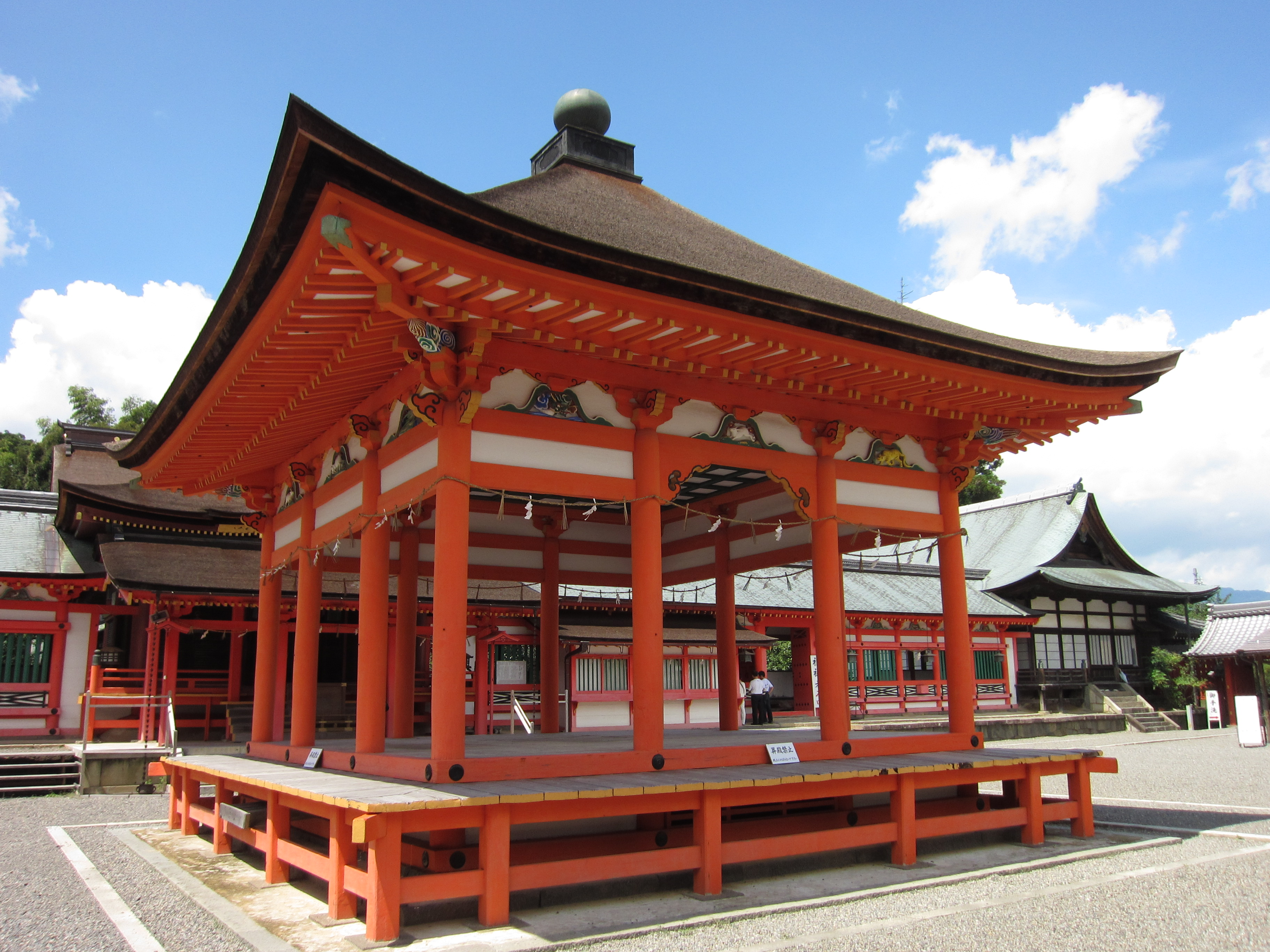
高舞殿（重要文化財）
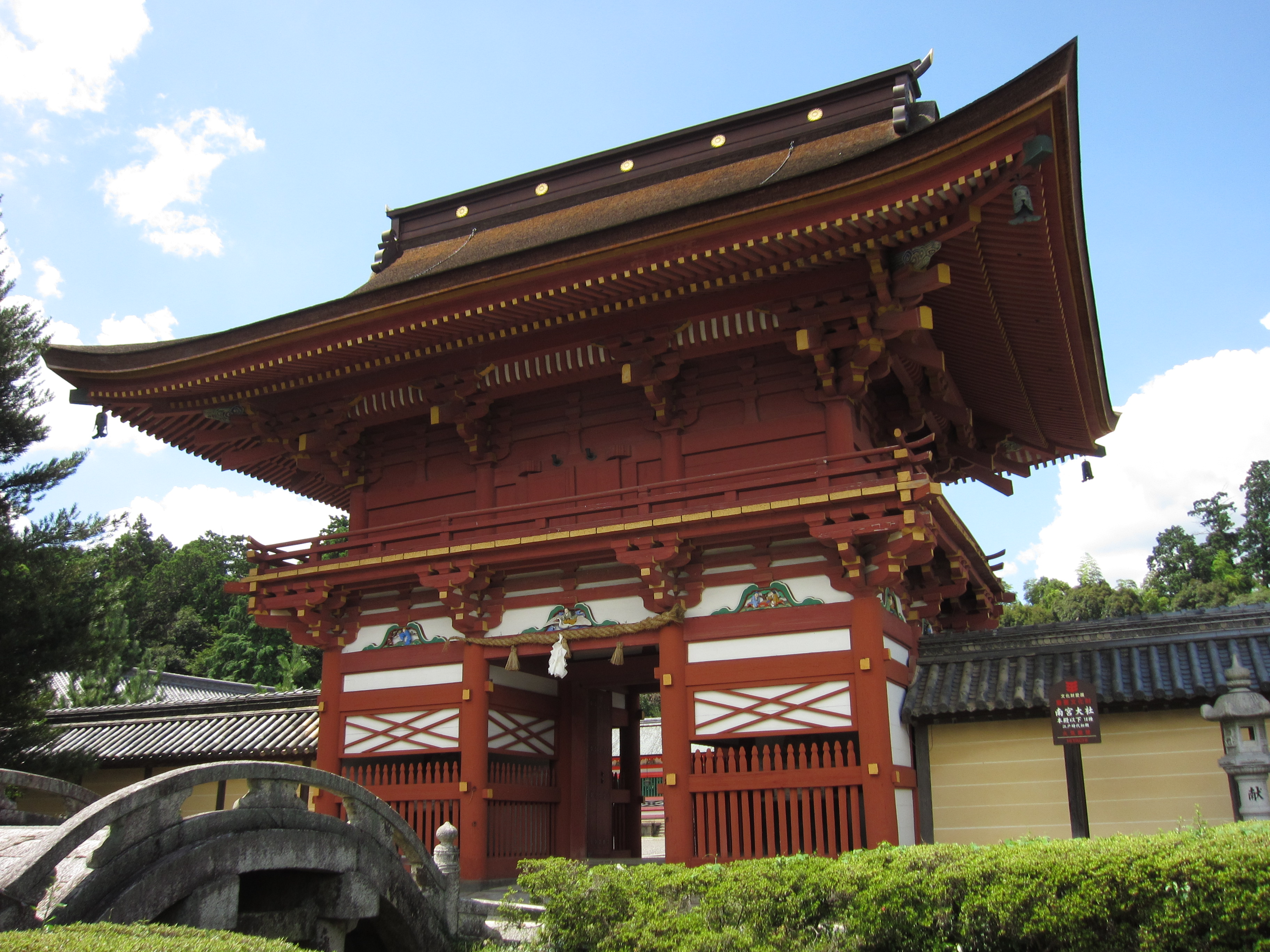
楼門（重要文化財）
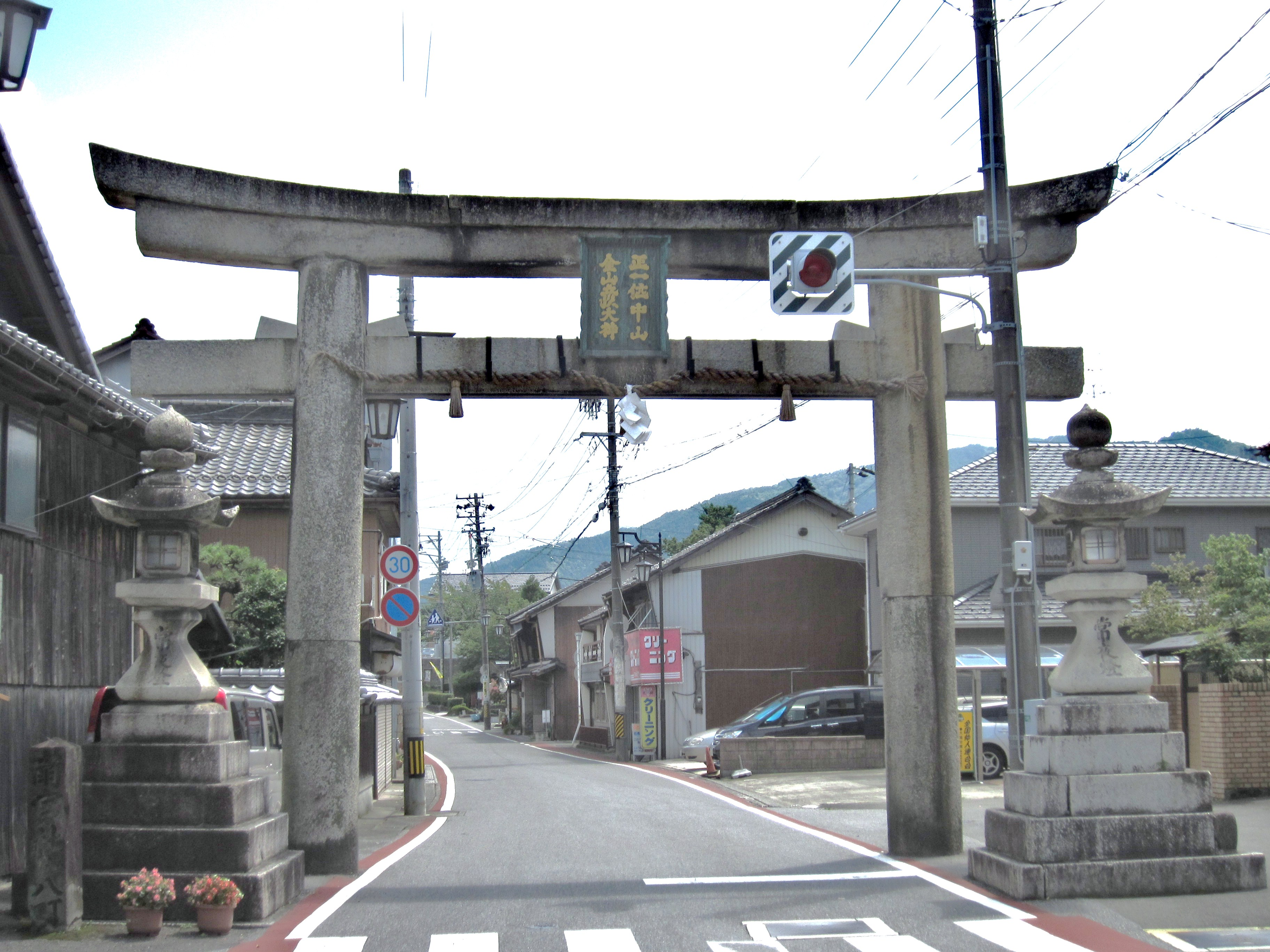
石鳥居（重要文化財） 北方の垂井宿内、当社への入り口に所在。寛永19年（1642年）作。

- 本殿 - 重要文化財
- 幣殿 - 重要文化財

その他
- 聖武天皇旧跡 - 大仏建立勅願所碑 など

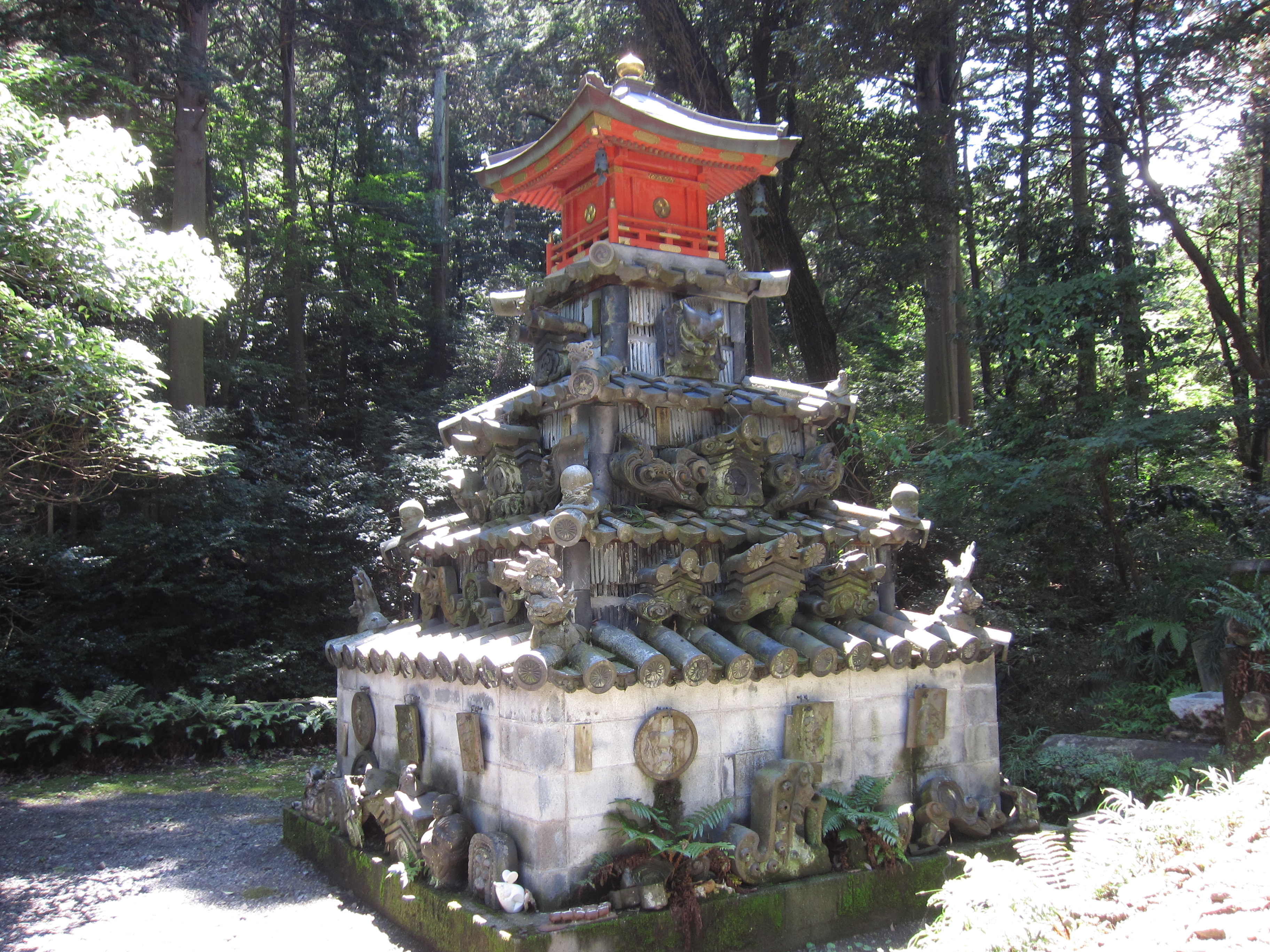
瓦塚 社殿の古瓦を集めた塚。
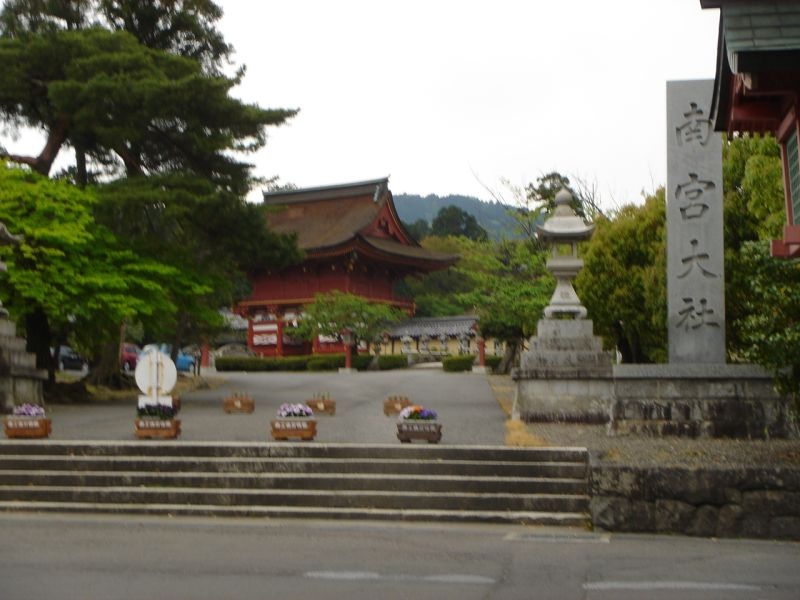
神社入口
大鳥居（高さ21m）
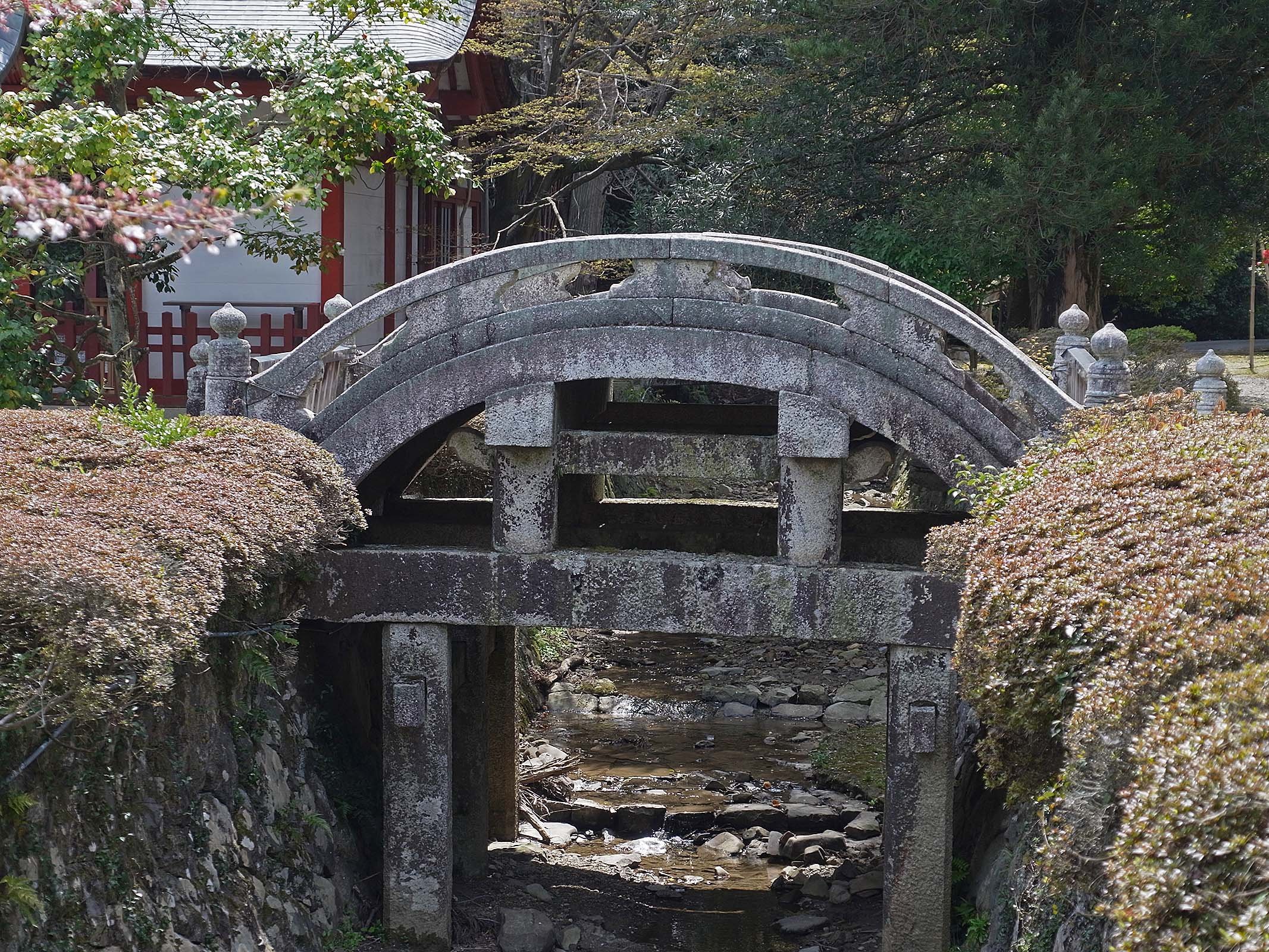
石輪橋（重要文化財）

## 摂末社

### 境内社
| 本殿回廊内 - 樹下神社 - 祭神：大己貴命 摂社。本殿に向かって右隣に鎮座。社殿は重要文化財。 - 高山神社 - 祭神：木花開耶姫、瓊瓊杵尊 摂社。本殿に向かって左隣に鎮座。社殿は重要文化財。南宮山山頂に奥宮が鎮座する。 - 隼人神社 - 祭神：火闌降命 摂社。本殿に向かって右手に鎮座。社殿は重要文化財。 - 南大神社 厄除・災難除が行われているので山の災難を祓う 。 - - 祭神：天火明命 摂社。本殿に向かって左手に鎮座。社殿は重要文化財。 - 七王子神社 - 祭神：大山祇神、中山祇神、麓山祇神、䨄山祇神、正勝山祇神、高靇神、闇靇神 摂社。本殿背部に鎮座。社殿は重要文化財。 | 境内後方 - 荒魂社 - 祭神：本社祭神の荒魂 - 伊勢両宮 - 祭神：天照大神、豐受大神。古くは本社本殿が鎮座した - 東照宮 - 南宮稲荷神社 - 金敷金床神社 - 祭神：豐岡姫命、蛭兒命 - 石船社 - 引常明神 - 湖千海神社 境内前方 - 数立神社 - 本社入り口脇に鎮座。美濃国総社という説もある - 落合神社 - 祭神：素盞嗚命 |

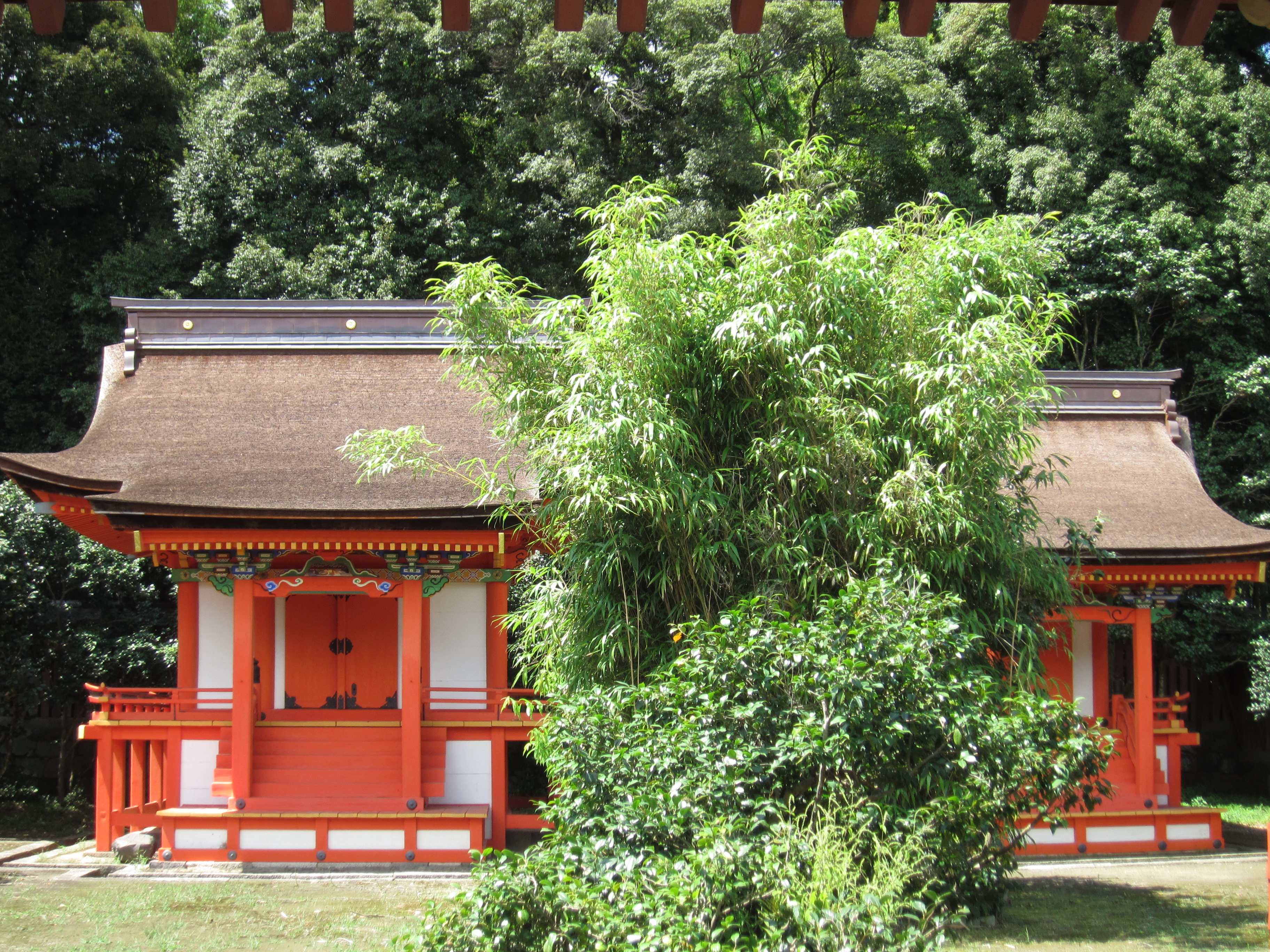
樹下神社（左）と隼人神社 （重要文化財、間は矢竹）
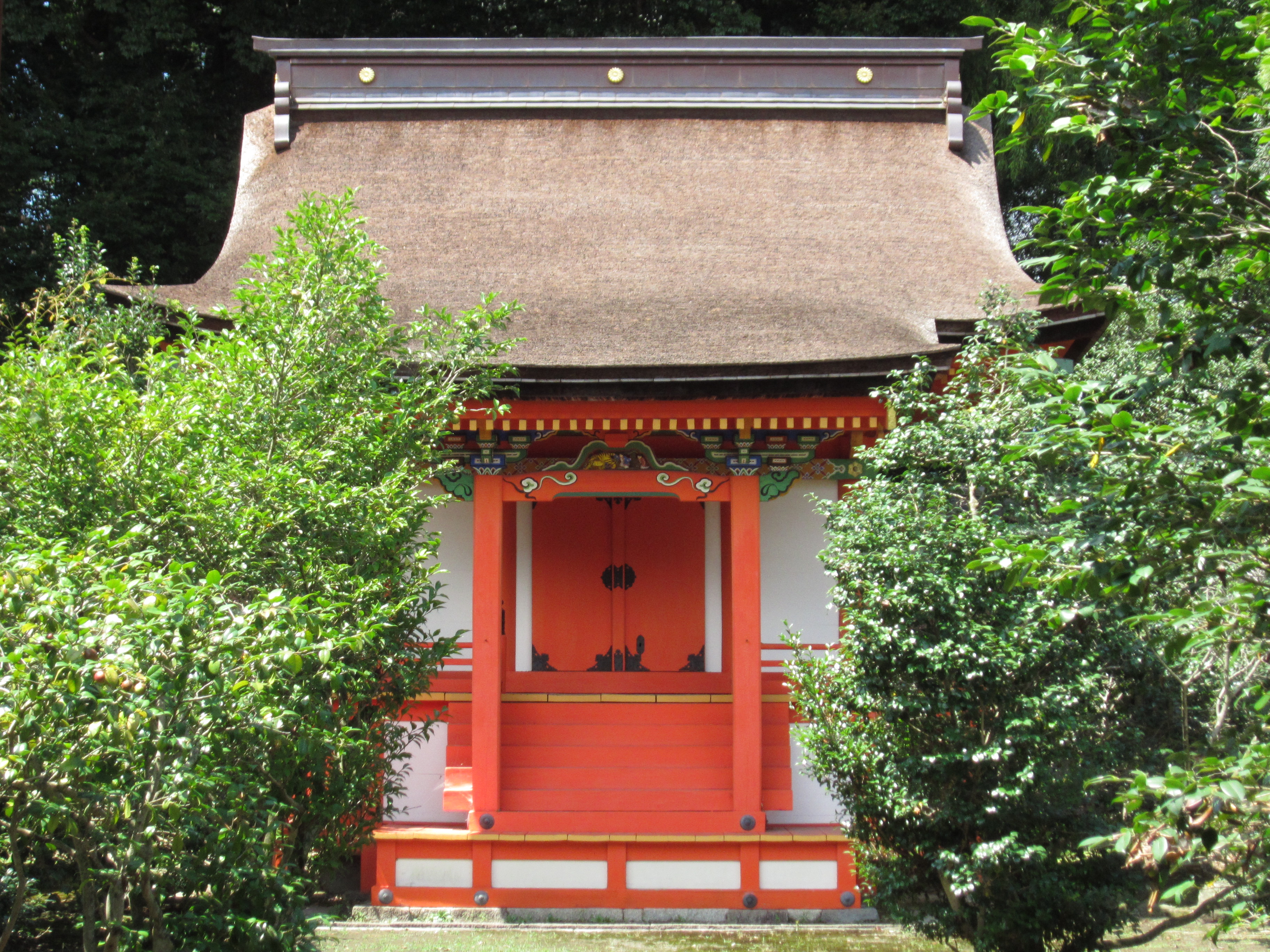
高山神社（重要文化財）
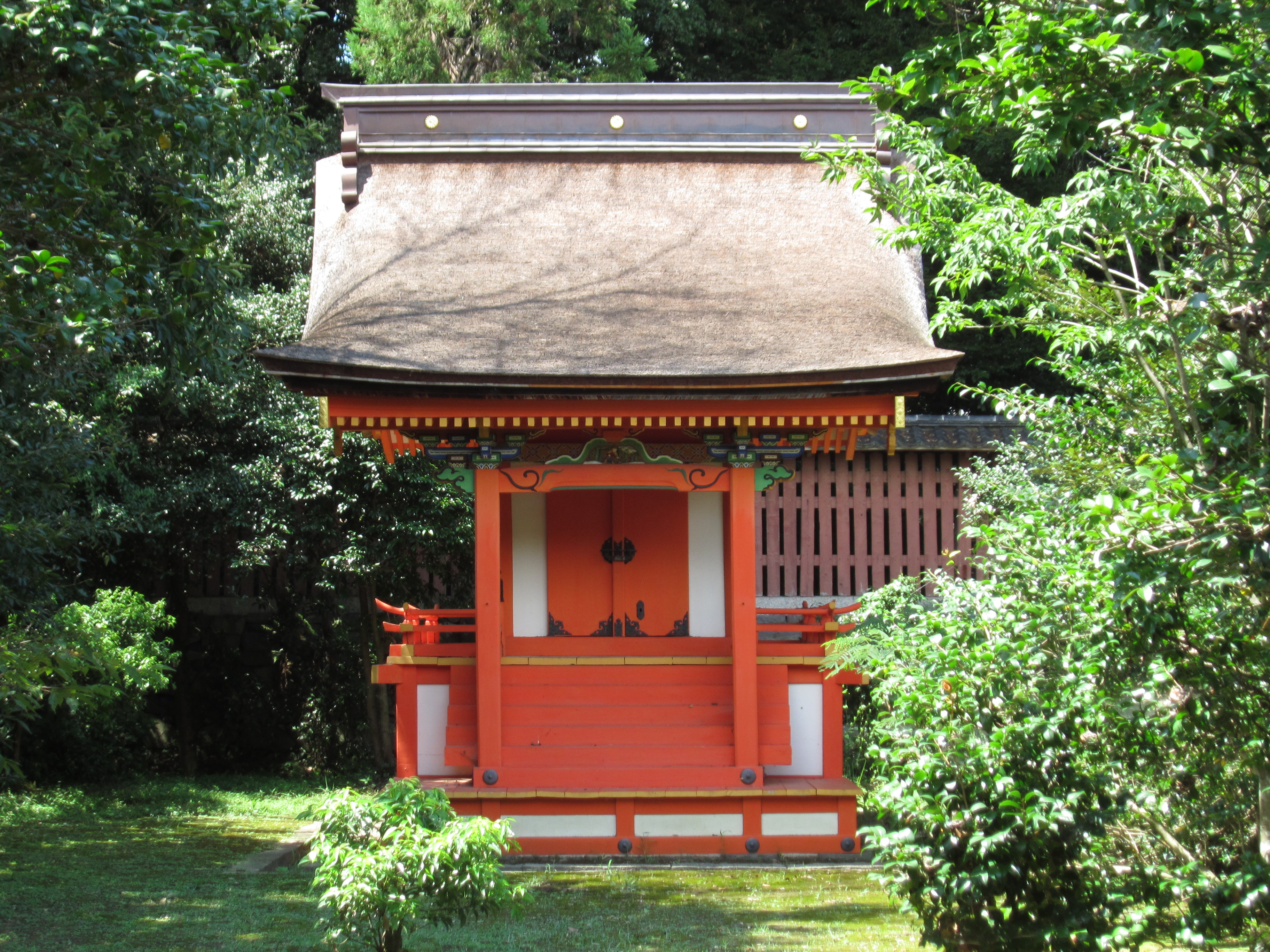
南大神社（重要文化財）
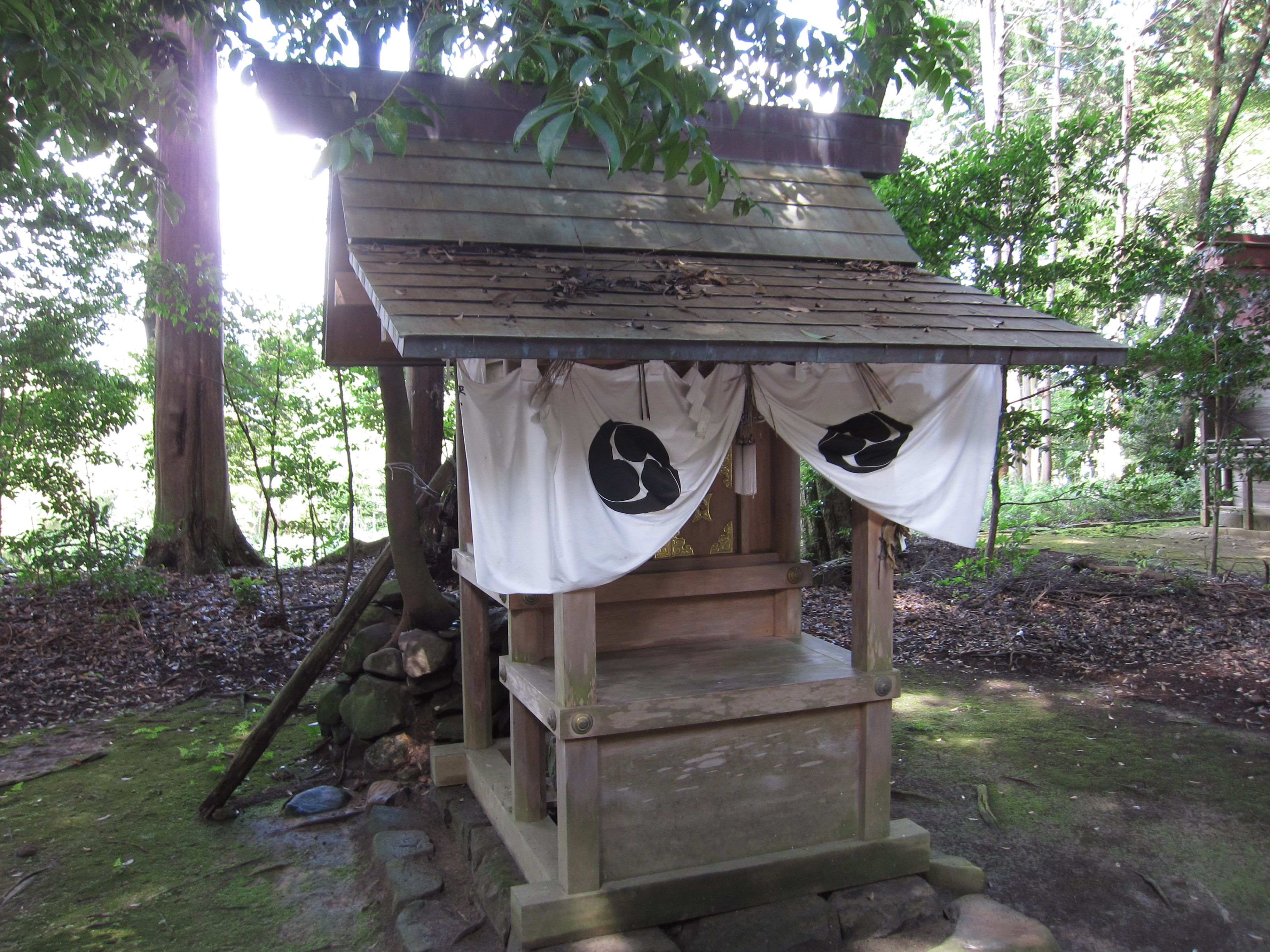
荒魂社
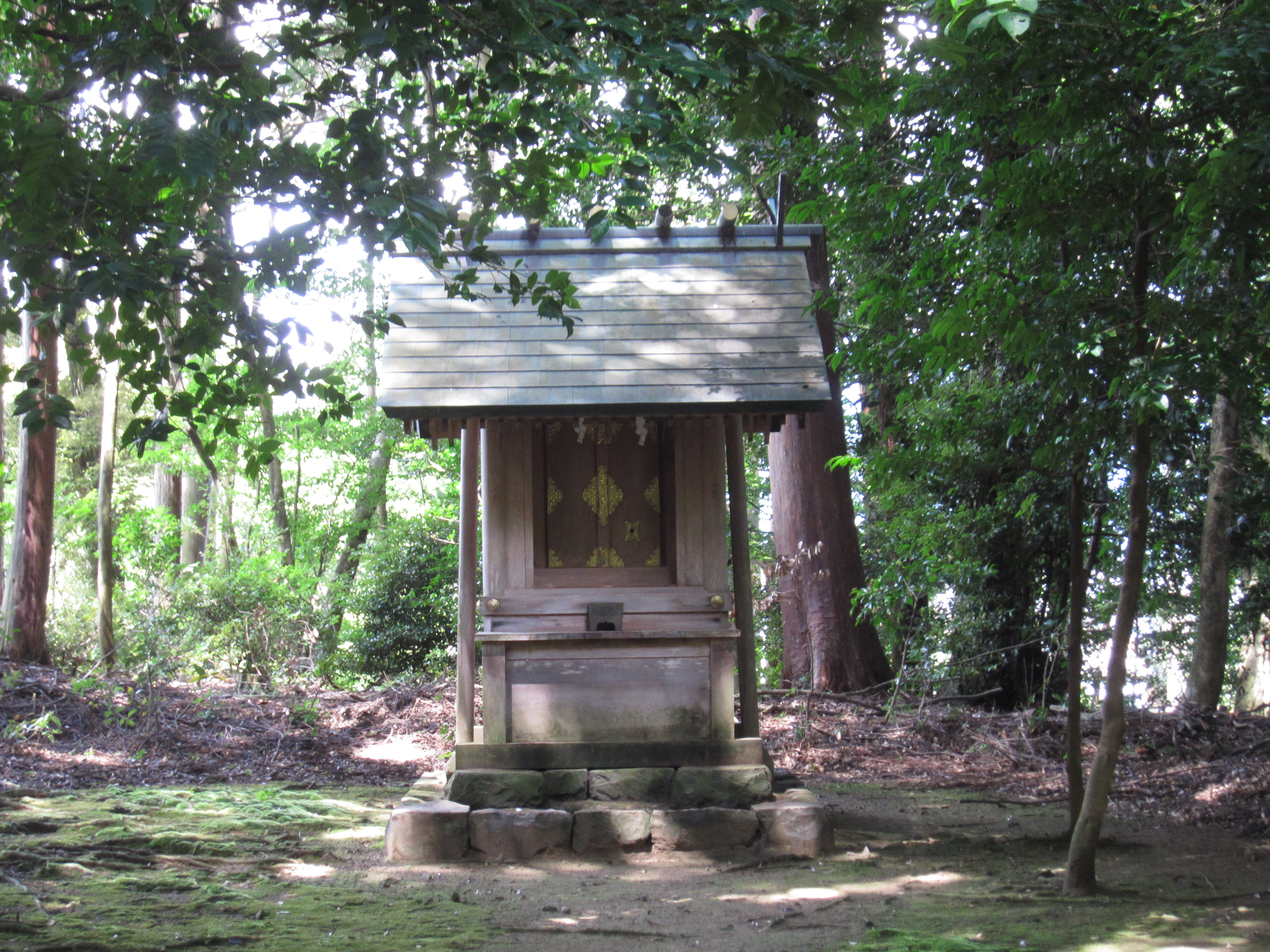
伊勢両宮 （本殿旧鎮座地）
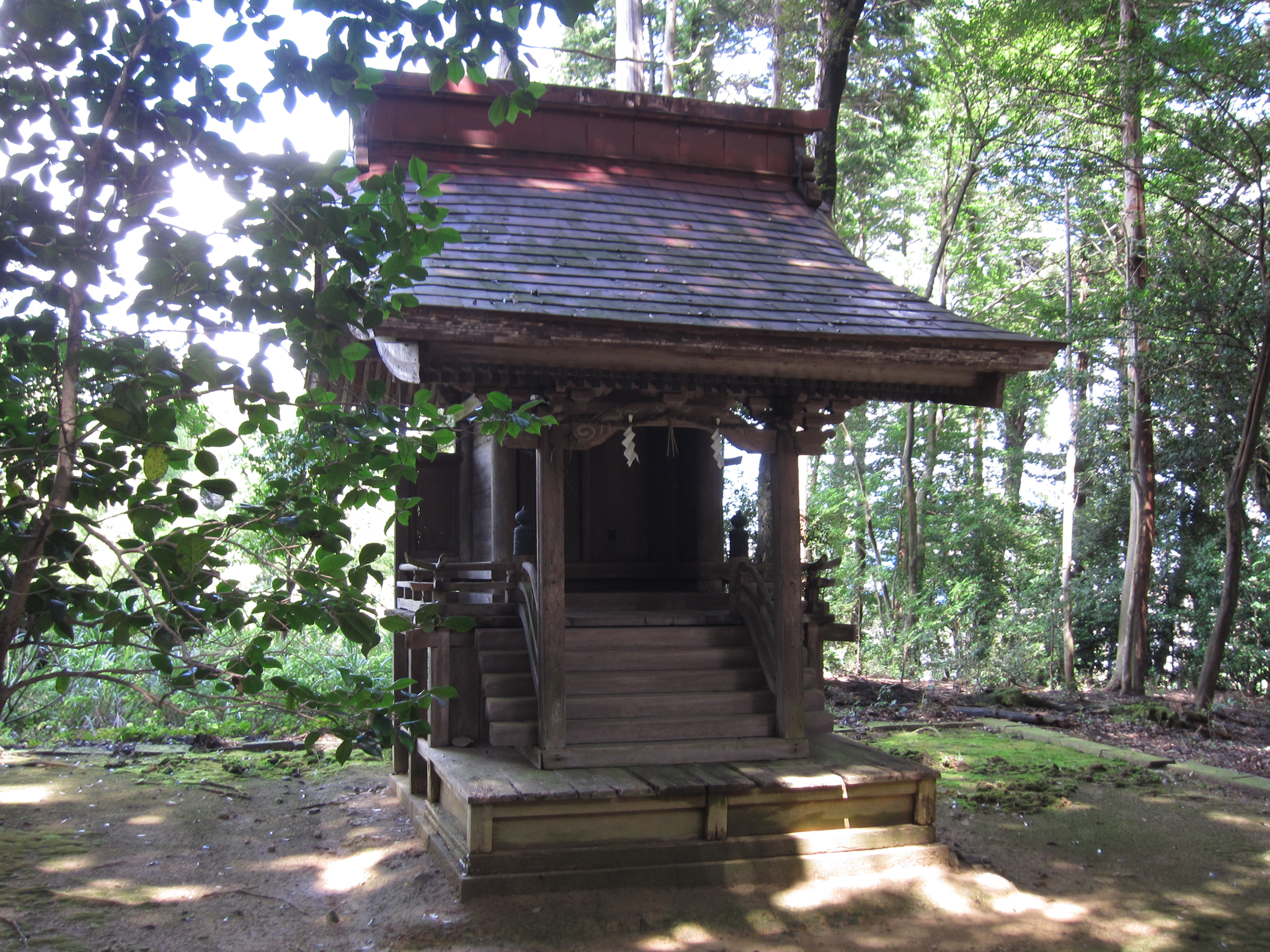
東照宮
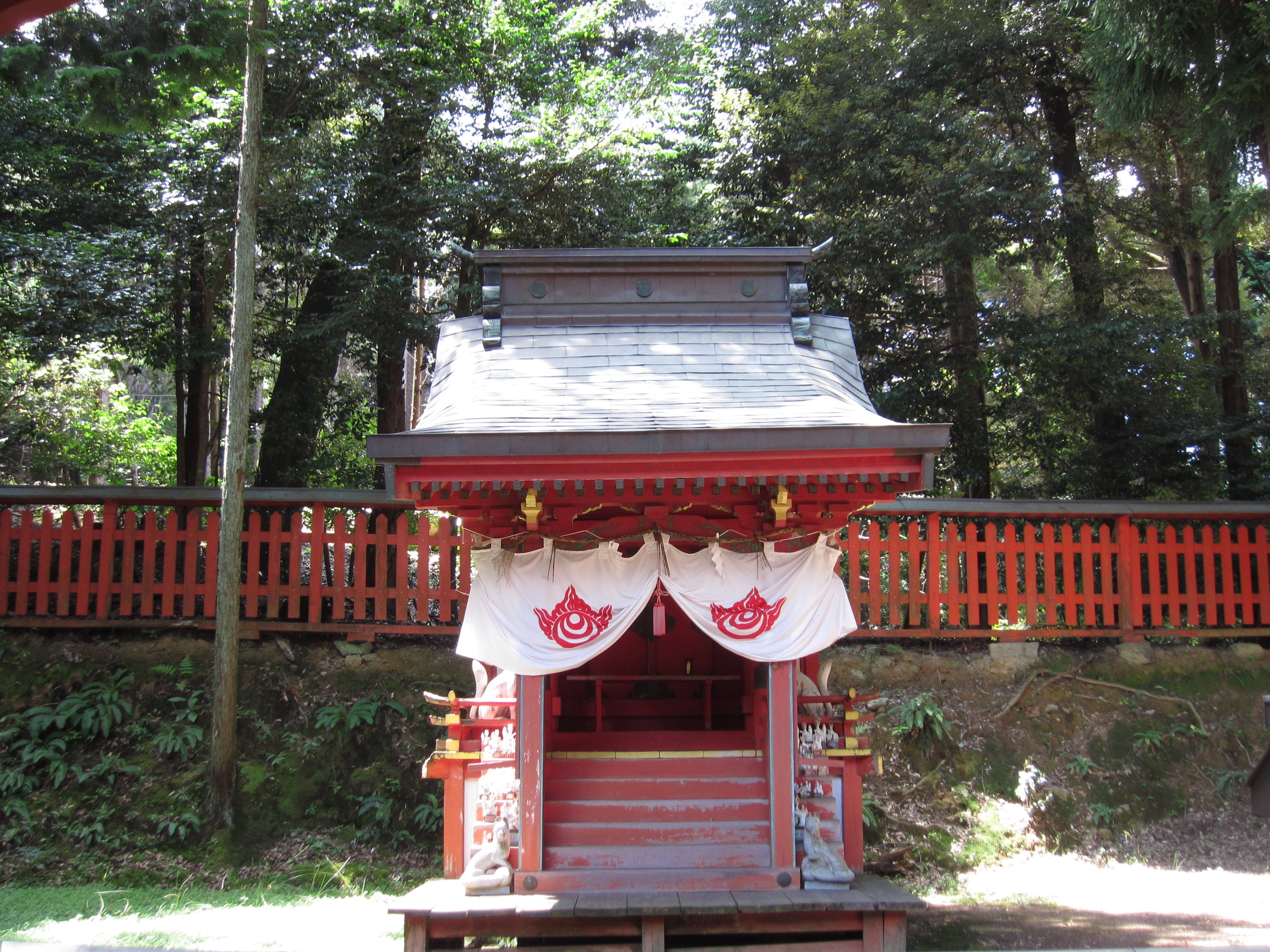
南宮稲荷神社
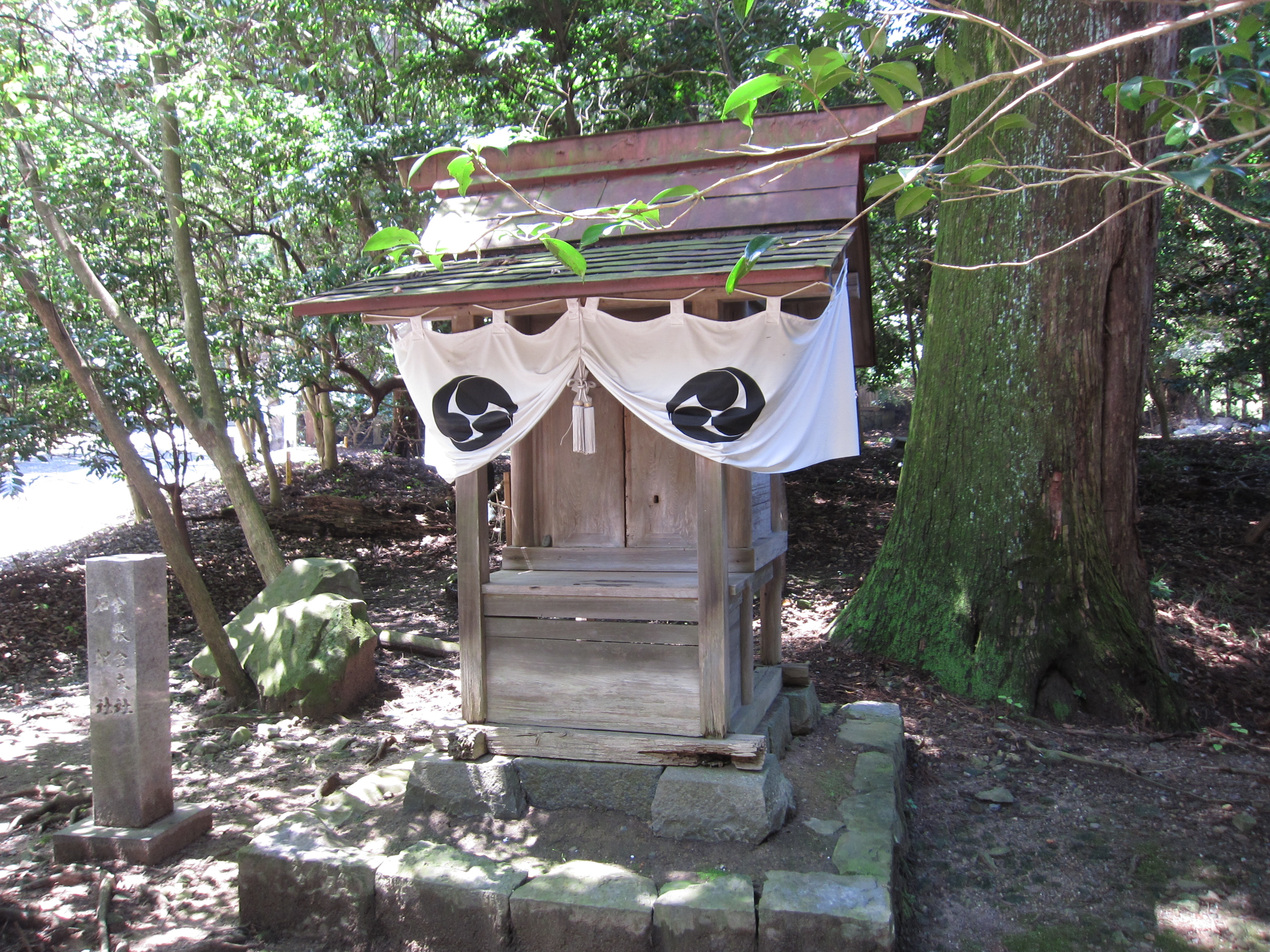
金敷金床神社
数立神社
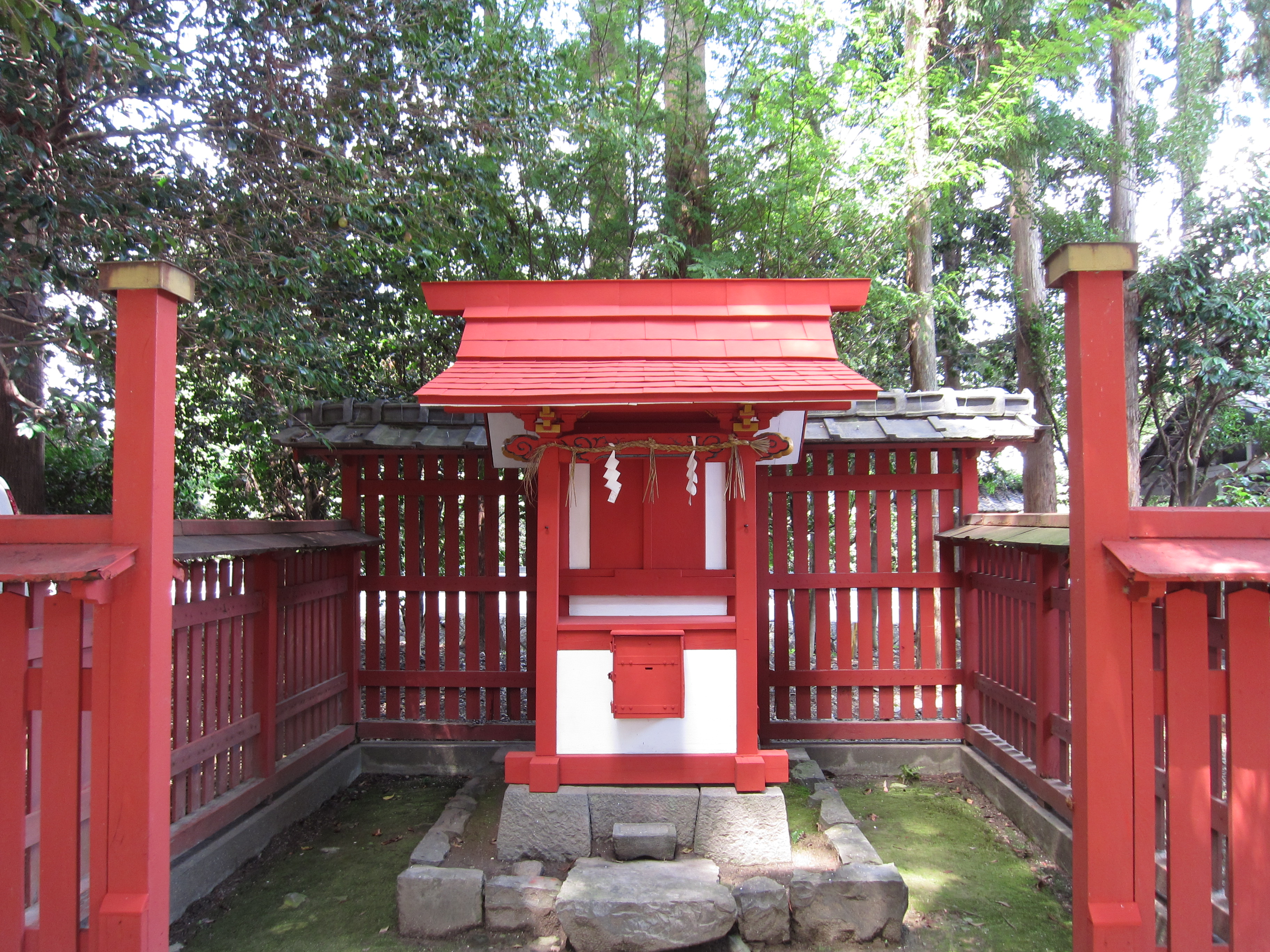
落合神社

### 境外社
いずれも摂社。

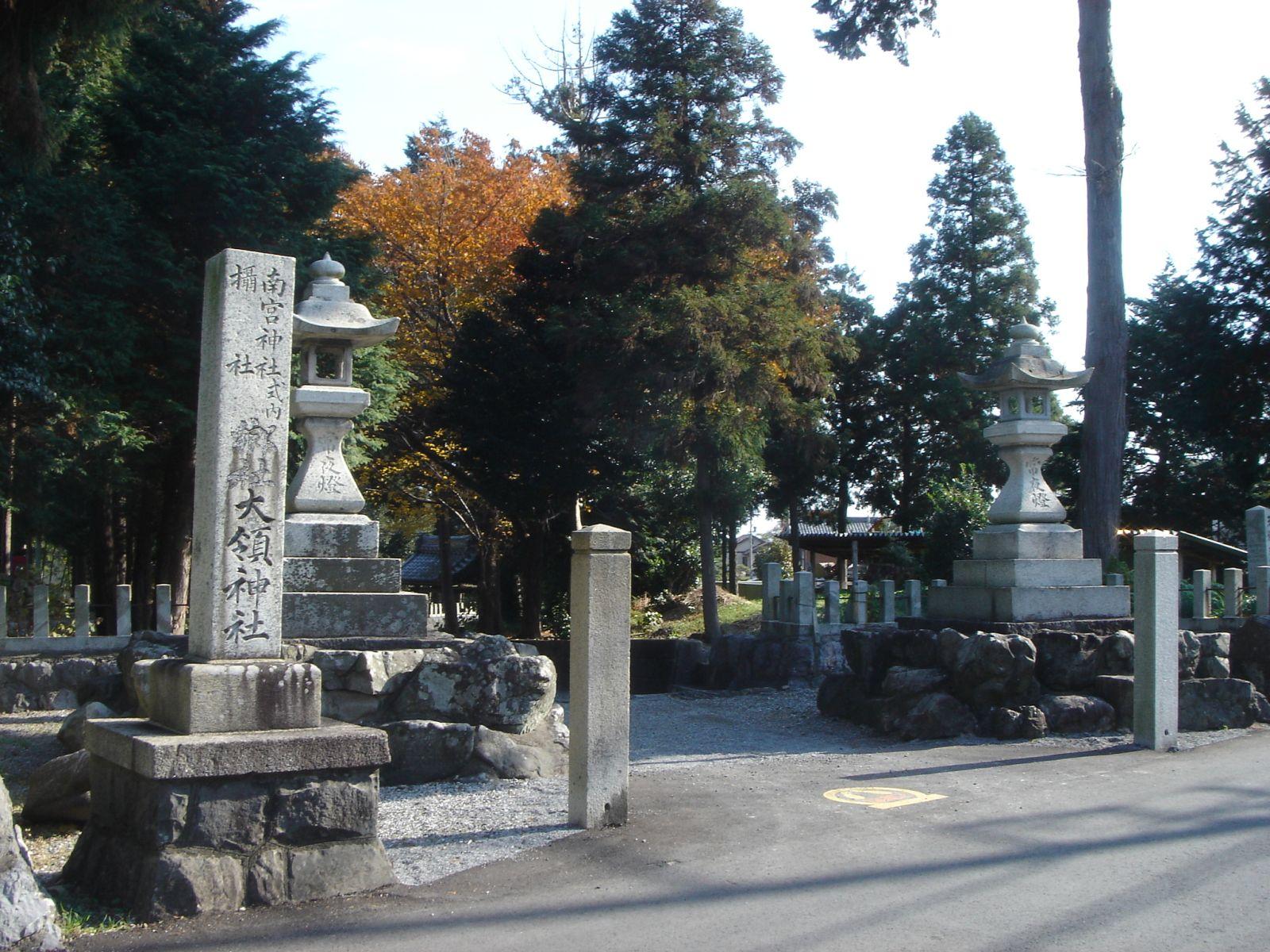
大領神社
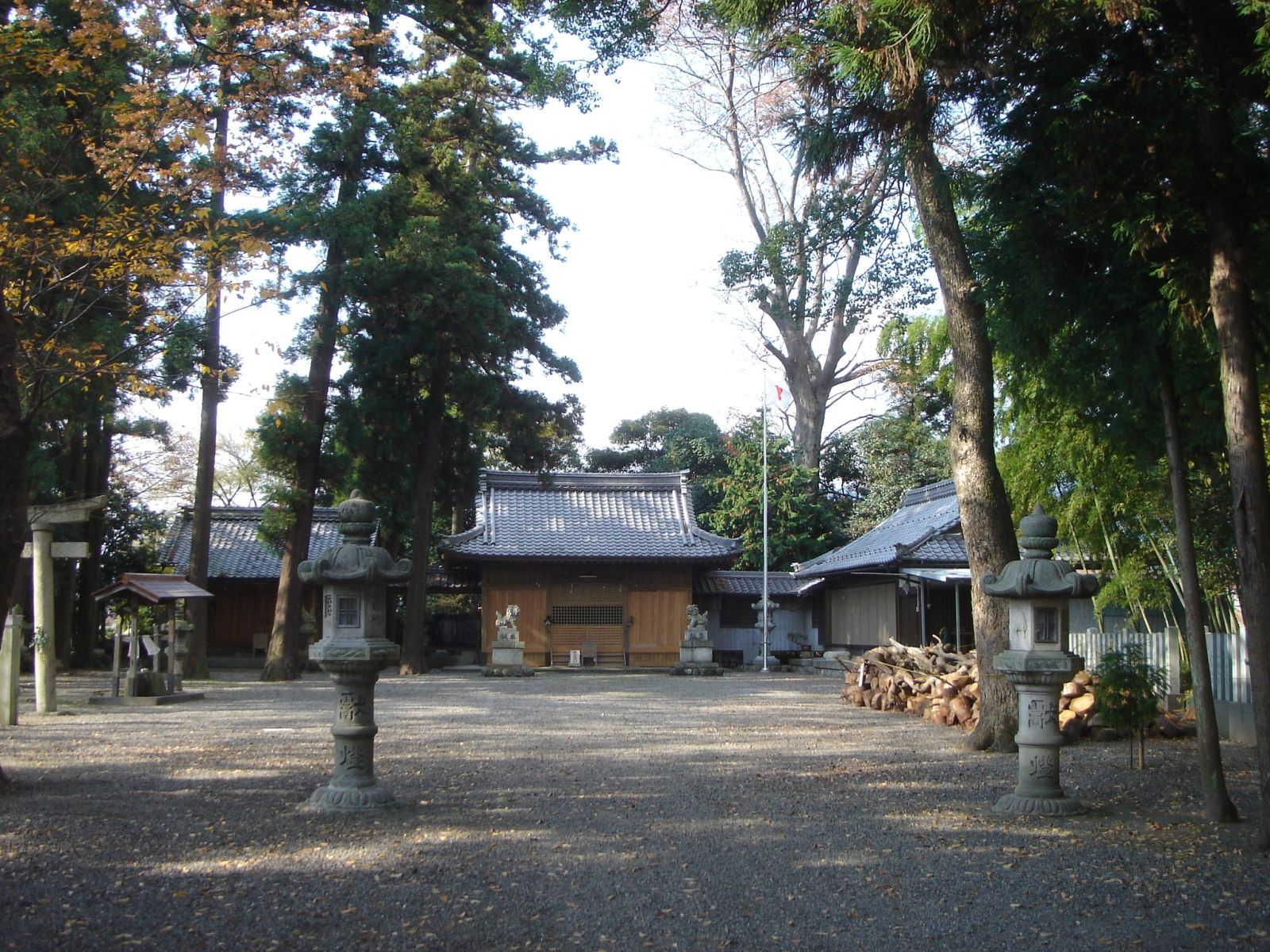
南宮御旅神社 （本社旧鎮座地）
  - 鎮座地：垂井町宮代（北緯35度21分35.6秒 東経136度31分48.8秒 / 北緯35.359889度 東経136.530222度） - 本社への東からの入り口
  - 祭神：宮勝木實

美濃国二宮とされる。
- 吉葛神社 （よさつら - ）
  - 鎮座地：垂井町宮代（北緯35度21分52.26秒 東経136度31分37.69秒 / 北緯35.3645167度 東経136.5271361度） - 本社への北からの入り口
  - 祭神：天吉葛神

- 南宮御旅神社
  - 鎮座地：垂井町府中（北緯35度22分41.47秒 東経136度31分25.66秒 / 北緯35.3781861度 東経136.5237944度） - 本社の旧鎮座地
  - 祭神：金山姫命 （豊玉姫命、埴山姫命を配祀）

現在は御旅所。美濃国総社とも伝えられる。
- 大領神社
- 南宮御旅神社
（本社旧鎮座地）

## 主な祭事
毎月1日と15日に花手水と花手水呈茶席が開催される。この日は、金山市として地産地消の野菜や漬物などの市も立っ。
- 2月：節分祭（大的神事）
- 5月4日：御田植祭
- 5月5日：例大祭（神行式、蛇山神事、還幸舞などの「南宮の神事芸能」：重要無形民俗文化財に指定）
- 6月30日：茅の輪くぐり（夏越の大祓式）
- 11月8日：ふいご祭（金山祭）

## 文化財

### 重要文化財（国指定）
| 建造物 - 南宮神社（18棟） - 本殿 - 幣殿 - 拝殿 - 回廊（2棟） - 勅使殿 - 高舞殿 - 楼門 - 神輿舎 - 神官廊 - 摂社樹下神社本殿 - 摂社高山神社本殿 - 摂社隼人神社本殿 - 摂社南大神神社本殿 - 摂社七王子神社本殿 - （以上1966年（昭和41年）指定） - - 輪橋（石輪橋） - 下向橋 - 石鳥居 - 附 造営文書（623冊） - （以上1971年（昭和46年）指定） 工芸品 - 太刀 銘康光（大正13年指定） 康光は、備前国長船の名匠。 室町時代の1398年（応永5年）、美濃守護・土岐頼益が奉納したものではないかとされている。厚さが八分（2.4cm）と、普通の刀の3倍程もある大業物である。 - 太刀銘三條（昭和9年指定） 日本で5本しかない平安時代の名刀「三条」の内の1振。「三条」は、平安時代の京都の名匠・三条宗近初代の作で県内随一の名刀とされている。年に一回、11月3日（文化の日）に一般公開される。 - 鉾（無銘）2本（大正14年指定） 鉾（無銘）二口は、奈良時代の鉄製の鉾。槍に似た形状をしているが、奈良時代に槍は存在しなかったため「鉾」と呼ばれている。 刀剣 - 刀（銘 兼元） - 二代兼元は不破郡赤坂（現在の大垣市赤坂町）に住み、刀匠として名をあげ、後に孫六と称した。「兼元」は「関の孫六」の通称で呼ばれる。 - 紅糸中白威胴丸 |

### 重要無形民俗文化財（国指定）
- 南宮の神事芸能 - 1979年（昭和54年）指定

## 立地
所在地
- 岐阜県不破郡垂井町宮代峯1734-1

参拝時間
- 5：00 - 18：00（祈祷・朱印は9：00 - 16：30）

周辺の施設等
(岐阜県西濃)
- 朝倉山真禅院 - 元神宮寺
- 南宮山 - 境内後方。山頂には摂社・高山神社の奥宮が鎮座。
- 国営木曽三川公園　木曽三川公園センター - 海津市海津町油壷
- 関ケ原町歴史民俗学習館
- 岐阜関ケ原古戦場記念館
- 伊吹山ドライブウェイ - 2024年現在、米原市川からの登山路は閉鎖。
- 大垣市
- 養老公園 - 養老町　親孝行の功徳が、語り継がれる養老の滝が所在する。

(三重県)
- 大黒屋 (桑名市) - 多度町にある江戸時代創業の鯉料理専門店、天皇陛下行幸で宿泊。
- 多度大社 - 上げ馬神事

(滋賀県)
- 多賀大社 - 長寿と縁結び、厄除けの神様として古くから信仰を集める社。伊勢神宮の祭神の親にあたる伊邪那岐大神と伊邪那美大神を祀る。
- 醒井養鱒場 - ｜滋賀県米原市、明治11年（1878年）に設立された日本でもっとも歴史のあるマス類の増養殖施設。

### 交通アクセス
鉄道
- JR東海道本線 垂井駅 - 南西へ約1キロメートル（徒歩で約20分）。

バス
- 名阪近鉄バス 大垣宮代線 「南宮大社前」バス停下車、降車後徒歩ですぐ（季節運行：毎年1月1日 - 3日）。
- 垂井町巡回バス 垂井・宮代・表佐線（さわやか号）「南宮大社前」バス停下車、降車後徒歩ですぐ（運行日：平日のみ）。

自動車
- 名神高速道路
  - 関ヶ原ICから約15分。
  - 大垣ICから約20分。
- 東海環状自動車道
  - 大垣西ICから約10分。
- 国道21号線御所野交差点を南へ約600メートル。

## 分祀
- 南宮神社 - 長野県木曽郡木曽町日義1492